# Diant Ramaj
Diant Ramaj (født 19. september 2001) er en tysk professionel fodboldspiller, der spiller som målmand for  Bundesliga-klubben Borussia Dortmund. Han spillede i forårssæsonen 2025 for den danske Superliga-klub F.C. København på en lejeaftale.

## Klubkarriere

### Tidlig karriere og 1. FC Heidenheim
Ramaj spillede for Stuttgart-klubber som SpVgg Cannstatt, VfB Stuttgart og Stuttgarter Kickers i sin ungdom, inden han skiftede til 1. FC Heidenheim i 2018. Den 21. april 2019 blev han udnævnt til seniorholdsudskiftning for første gang i en ligakamp mod St. Pauli. Tre måneder senere blev Ramaj officielt forfremmet til seniorholdet og var den tredje målmand bag Kevin Müller og Vitus Eicher.

### Eintracht Frankfurt
Den 10. maj 2021 underskrev Ramaj sin første professionelle kontrakt med Bundesliga-holdet Eintracht Frankfurt efter at have accepteret en tre-årig aftale. Den 8. august 2021 blev han udnævnt til Eintracht Frankfurt-udskifter for første gang i en DFB-Pokal-kamp i første runde mod Waldhof Mannheim. Hans debut med Eintracht Frankfurt kom den 16. januar 2022 i et uafgjort 1-1 opgør ude mod Augsburg efter at være blevet valgt i startopstillingen.

### Ajax
Den 3. august 2023 underskrev Ramaj en fem-årig kontrakt med Ajax. Han fik sin debut ved at spille for reserveholdet Jong Ajax i den hollandske Eerste Divisie den 25. september 2023 i en 1-1 dødvande mod FC Eindhoven.

### Borussia Dortmund
Den 3. februar 2025, på transferdeadlinedagen, blev det bekræftet, at Ramaj sluttede sig til den tyske Bundesliga-klub Borussia Dortmund på en aftale indtil juni 2029. Desuden blev han straks udlejet til den danske Superliga-klub F.C. København indtil slutningen af sæsonen. Ved udløbet af lejeaftalen vendte Ramaj tur til Dortmund.

## Landsholdskarriere
Siden 2018 har Ramaj været en del af Tysklands hold på internationalt ungdomsniveau, henholdsvis en del af U18, U19 og U20 holdene, og han spillede med disse hold i alt i ti kampe.

## Privatliv
Ramaj blev født i Stuttgart, Tyskland af kosovo-albanske forældre fra Gjakova. Hans ældre bror, Dijon Ramaj, var også en professionel fodboldspiller, der spillede som kantspiller, før han trak sig tilbage i 2021.

## Karrierestatistik

### Klub
Oversigten er opdateret til og med 24.april 2025
| Klub               | Sæson          | Liga           | Liga  | Liga | Pokal | Pokal | Kontinential | Kontinential | Total | Total |
| Klub               | Sæson          | Division       | Kampe | Mål  | Kampe | Mål   | Kampe        | Mål          | Kampe | Goals |
| ------------------ | -------------- | -------------- | ----- | ---- | ----- | ----- | ------------ | ------------ | ----- | ----- |
| Frankfurt          | 2021-22        | Bundesliga     | 1     | 0    | 0     | 0     | 0            | 0            | 1     | 0     |
| Frankfurt          | 2022-23        | Bundesliga     | 1     | 0    | 0     | 0     | 0            | 0            | 1     | 0     |
| Frankfurt          | Total          | Total          | 2     | 0    | 0     | 0     | 0            | 0            | 2     | 0     |
| Jong Ajax          | 2023-24        | Eerste Divisie | 2     | 0    | —     | —     | —            | —            | 2     | 0     |
| Ajax               | 2023-24        | Eredivisie     | 22    | 0    | 1     | 0     | 8            | 0            | 31    | 0     |
| Ajax               | 2024-25        | Eredivisie     | 1     | 0    | 0     | 0     | 0            | 0            | 1     | 0     |
| Ajax               | Total          | Total          | 23    | 0    | 1     | 0     | 8            | 0            | 32    | 0     |
| FC København (lån) | 2024-25        | Superligaen    | 8     | 0    | 0     | 0     | 4            | 0            | 12    | 0     |
| Karriere total     | Karriere total | Karriere total | 35    | 0    | 1     | 0     | 12           | 0            | 45    | 0     |